# والونا (کالیفرنیا)
والونا (به انگلیسی: Valona) یک منطقهٔ مسکونی در ایالات متحده آمریکا است که در شهرستان کنترا کوستا، کالیفرنیا واقع شده‌است. والونا ۱۹ متر بالاتر از سطح دریا واقع شده‌است.